# Иванов (пьеса)
«Ива́нов» — пьеса А. П. Чехова, написанная в 1887 году. Первый вариант пьесы с подзаголовком «Комедия в 4-х действиях и 5 картинах» был опубликован отдельным изданием в Литографии московской театральной библиотеки Е. Н. Рассохиной в январе 1888 года (цензурное разрешение 10 декабря 1887). Переработанный вариант с подзаголовком «Драма в четырёх действиях» был опубликован в журнале «Северный вестник» в марте 1889 года.

## История создания и публикации

### Первая редакция
«Иванов» — первая пьеса Чехова, поставленная на сцене, — была написана специально для Театра Корша. В октябре 1887 года А. П. Чехов сообщал брату Александру: «Пьесу я написал нечаянно, после одного разговора с Коршем. Лёг спать, надумал тему и написал. Потрачено на неё 2 недели или, вернее, 10 дней».
Чехов создавал пьесу как комедию, новаторскую, нетрадиционную, нарушающую каноны современной драматургии. Главный герой, по замыслу автора, «обыкновеннейший человек, совсем не герой». «Современные драматурги, — писал он Александру, — начиняют свои пьесы исключительно ангелами, подлецами и шутами — пойди-ка найди сии элементы во всей России! Найти-то найдёшь, да не в таких крайних видах, какие нужны драматургам… Я хотел соригинальничать: не вывел ни одного злодея, ни одного ангела… никого не обвинил, никого не оправдал…»
В Театре Корша пьесу приняли с восторгом, в том числе и актёр Владимир Давыдов, которого Чехов хотел видеть в роли Иванова. Корш, по словам драматурга, не нашёл в ней недостатков; однако на первых же репетициях выяснилось, что в театре пьесу не поняли; 24 октября Чехов писал брату: «Актёры не понимают, несут вздор, берут себе не те роли, какие нужно, а я воюю, веруя, что если пьеса пойдёт не с тем распределением ролей, какое я сделал, то она погибнет». После первого же показа Чехов был вынужден существенно отредактировать «Иванова», исключив сцены, которые давали актёрам возможность, по его словам, «клоунничать» и «выкидывать коленцы».
Ставилась пьеса на скорую руку: пообещав Чехову десять репетиций, Корш в итоге ограничился четырьмя; своими разочарованиями Чехов делился в письме Н. А. Лейкину от 4 ноября: «…Актёры капризны, самолюбивы, наполовину необразованны, самонадеянны; друг друга терпеть не могут, и какой-нибудь N готов душу продать нечистому, чтобы его товарищу Z не досталась хорошая роль… Корш — купец, и ему нужен не успех артистов и пьесы, а полный сбор…».
Премьера «Иванова» в Театре Корша состоялась 19 ноября 1887 года; при этом роли, по свидетельству автора, знали только Давыдов, игравший Иванова, и Глама, остальные же играли «по суфлёру и по внутреннему убеждению». Но, вопреки ожиданиям автора, ещё до премьеры готовившегося к провалу, пьеса имела успех; по свидетельству М. П. Чехова, «одни шикали, другие, которых было большинство, шумно аплодировали и вызывали автора». Отзывы критиков о пьесе были также разноречивы, при этом даже в восторженных отзывах присутствовало непонимание и недоумение; в письме брату Александру от 24 ноября Чехов отметил разгромную рецензию П. Кичеева в «Московском листке», назвавшего его пьесу «нагло-цинической, безнравственной дребеденью».
В тот же сезон пьесу стали играть во многих провинциальных театрах, в Саратове она была показана за несколько дней до премьеры у Корша.

### Вторая редакция
В октябре 1888 года, готовя пьесу к публикации в «Северном вестнике» и к постановке в Александринском театре, Чехов значительно переработал текст. «Если и теперь не поймут моего „Иванова“, — писал он, — то брошу его в печь и напишу повесть „Довольно!“».
Прежде всего, изменился жанр: комедия превратилась в драму, что повлекло за собой изменения и характеров, и стиля. Уже в этой пьесе появился художественный приём, которому предстояло составить своеобразие чеховской драматургии, — лирический подтекст: в I акте в текст роли Анны Петровны он добавил беззаботную песенку про «чижика», чтобы передать скрытый драматизм её внутреннего состояния.
Чехов присутствовал на репетициях в Александринском театре, где его пьесу ставил режиссёр Ф. А. Фёдоров-Юрковский, готовивший её к своему бенефису; роли благодаря этому обстоятельству были распределены между лучшими актёрами труппы. Однако и здесь автор столкнулся с непониманием: «Режиссёр, — писал он А. С. Суворину 30 декабря 1888 года, — считает Иванова лишним человеком в тургеневском вкусе; Савина спрашивает: почему Иванов подлец? Вы пишете: „Иванову необходимо дать что-нибудь такое, из чего видно было бы, почему две женщины на него вешаются и почему он подлец, а доктор — великий человек“. Если вы трое так поняли меня, то это значит, что мой „Иванов“ никуда не годится». В этом же письме он попытался объяснить, кто такой его герой:

«Иванов, дворянин, университетский человек, ничем не замечательный; натура легко возбуждающаяся, горячая, сильно склонная к увлечениям, честная и прямая, как большинство образованных дворян <…> Но едва дожил он до 30—35 лет, как начинает уж чувствовать утомление и скуку <…> Он ищет причин вне и не находит; начинает искать внутри себя и находит одно только неопределённое чувство вины <…> Такие люди, как Иванов, не решают вопросов, а падают под их тяжестью. Они теряются, разводят руками, нервничают, жалуются, делают глупости и в конце концов, дав волю своим рыхлым, распущенным нервам, теряют под ногами почву и поступают в разряд „надломленных“ и „непонятых“».

Вопреки опасениям Чехова, премьера в Александринском театре, состоявшаяся 31 января 1889 года, прошла с успехом, автору устроили восторженную овацию. Критики и в этот раз восприняли «Иванова» по-разному; так, Н. К. Михайловский, Г. И. Успенский и В. Г. Короленко увидели в ней проповедь примирения с действительностью и апологию «ренегатства». Зрительский же успех оставался неизменным и при последующих спектаклях в Александринском театре.
Уже после премьеры в Александринском пьеса впервые была опубликована в журнале «Северный вестник» (№ 3); при этом пьеса была напечатала отдельным изданием в 100 экземплярах, с пометой «Из „Северного вестника“, III, 1889 г. Санкт-Петербург, тип. В. Демакова» (известны экземпляры с дарственными надписями В. И. Немировичу-Данченко, В. Н. Давыдову, А. И. Сумбатову-Южину).
Для сборника «Пьесы» 1897 года Чехов внёс новые правки в текст «Иванова», небольшие изменения были сделаны и для издания А. Ф. Маркса в 1901 году.
Несколько раз пьесу собирались поставить в Московском художественном театре (в 1900 году в газетах было помещено объявление о постановке, в 1901-м начаты репетиции, при подготовке сезона 1903/1904 гг. пьеса снова предлагалась в репертуар), однако при жизни Чехова «Иванов» там сыгран не был.
К. С. Станиславский вспоминал, что Чехов противился постановке пьесы: «„Иванова“ своего он не любил. „Даже и читать его не смейте“, — говорил он. Ставить его он просто-таки не позволял нам».

## Сюжет
Иванов, образованный, интеллигентный помещик, почти разорён. В то же время у него больна жена Анна Петровна. Местный врач Евгений Константинович Львов подозревает у неё чахотку. Дальний родственник Иванова Михаил Михайлович Боркин, который управляет его имением, строит безумные и не вполне честные планы, как поправить дела. Львов убеждает Иванова, что он должен поехать с больной женой в Крым, но, так как у Иванова нет денег, он решается на откровенный разговор с доктором. Понимая своё положение, Иванов решает съездить к богатым соседям Лебедевым, чтобы поговорить о векселе. Больная Анна Петровна уговаривает мужа остаться с нею, но Иванов тоскует дома и пытается убежать от жены. Его старый дядя граф Шабельский просит взять его с собой к Лебедевым. Шабельский сообщает племяннику, что Боркин намерен женить его на молодой богатой вдове Бабакиной, прельстив её графским титулом. С Анной Петровной остаётся доктор Львов, но, несмотря на уговоры, она решает тоже поехать к Лебедевым вслед за мужем и Шабельским.
Иванов и Шабельский приезжают к Лебедевым. Туда же приезжает и управляющий Иванова — Миша Боркин. Сами Лебедевы в это время вместе с гостями отмечают день рождения своей дочери Сашеньки. Среди множества гостей также Бабакина. Между Ивановым и Сашей чувствуется явная симпатия, которая вскоре переходит в открытое объяснение в любви. Саша сама, первая, признаётся, что готова для Иванова на всё. Неожиданно появляется Анна Петровна и, застав мужа вместе с Сашей во время их объяснения, теряет сознание.
Через неделю с небольшим Лебедев приезжает к Иванову и предлагает ему деньги, в которых его, Лебедева, жена ему отказала. Львов убеждает Иванова, чтобы он изменил своё отношение к жене. Анне Петровне становится с каждым днем всё хуже и хуже, и Львов сообщает Иванову, что она скоро умрёт. Сам Иванов понимает, что очень любит Сашу и ничего с этим поделать не может. Анна Петровна уличает мужа во всех грехах, понимая, что он её всё это время обманывал. Иванов, хотя и чувствует свою вину перед женой, в гневе оскорбляет её. Вскоре она умирает.
Проходит около года. Саша признаётся отцу в том, что любит Иванова по-настоящему, и Лебедев решает выдать дочь замуж за Иванова. Бабакина же была полна решимости выйти замуж за графа Шабельского, но тот не может скрыть своего отвращения к этому предполагаемому браку по расчёту. Во время свадьбы Иванова и Саши Львов оскорбляет жениха и вызывает его на дуэль, но Иванов, разочаровавшийся в себе и не желающий, чтобы Саша увяла с ним в браке, застреливается (в первоначальном варианте он умирает от сердечного приступа).

## Персонажи
- Иванов Николай Алексеевич — непременный член по крестьянским делам присутствия.
- Анна Петровна — его жена, урождённая Сарра Абрамсон.
- Шабельский Матвей Семёнович — граф, его дядя по матери.
- Лебедев Павел Кириллыч — председатель земской управы.
- Зинаида Савишна — его жена.
- Саша — дочь Лебедевых, 20 лет.
- Львов Евгений Константинович — молодой земский врач.
- Бабакина Марфа Егоровна — молодая вдова, помещица, дочь богатого купца.
- Косых Дмитрий Никитич — акцизный.
- Боркин Михаил Михайлович — дальний родственник Иванова и управляющий его имением.
- Дудкин — сын богатого фабриканта (только в комедии).
- Авдотья Назаровна — старуха с неопределённою профессией.
- Егорушка — нахлебник Лебедевых.
- 1-й гость.
- 2-й гость.
- 3-й гость (только в драме).
- 4-й гость (только в драме).
- Пётр — лакей Иванова.
- Гаврила — лакей Лебедевых.
- Гости обоего пола, лакеи.

## Постановки в театре

Первая страница пьесы. Список персонажей и актёров театра Корша

### Первая постановка
- 19 ноября 1887 — Театр Корша, режиссёр Н. Н. Соловцов, в ролях В. Н. Давыдов (Иванов), А. Я. Глама-Мещерская (Анна Петровна), И. П. Киселевский (Шабельский), Л. И. Градов-Соколов (Лебедев), Н. Д. Рыбчинская (Саша).

М. П. Чехов, брат А. П. Чехова, о премьере в театре Корша:

«Театр был переполнен. Одни ожидали увидеть в „Иванове“ весёлый фарс в стиле тогдашних рассказов Чехова, помещавшихся в „Осколках“, другие ждали от него чего-то нового, более серьёзного, — и не ошиблись. Успех оказался пёстрым: одни шикали, другие, которых было большинство, шумно аплодировали и вызывали автора, но в общем „Иванова“ не поняли…»

### Известные постановки
- 1889 — Александринский театр, в бенефис Ф. А. Фёдорова-Юрковского, режиссёр Ф. А. Фёдоров-Юрковский, в ролях В. Н. Давыдов (Иванов), М. Г. Савина (Саша), П. А. Стрепетова (Анна Петровна), П. М. Свободин (Шабельский), К. А. Варламов (Лебедев), Е. Н. Жулева (Зинаида Савишна), А. С. Чернов (Львов), Н. Б. Хлебникова (Бабакина), Н. И. Арди (Косых), В. П. Далматов (Боркин), В. В. Стрельская (Авдотья Назаровна). Премьера состоялась 31 января.

И. Л. Леонтьев-Щеглов о премьере в Александринском:

«Ансамбль вышел чудесный, и успех получился огромный. Публика принимала пьесу чутко и шумно… устроила автору… восторженную овацию. „Иванов“, несмотря на многие сценические неясности, решительно захватил своей свежестью и оригинальностью, и на другой день все газеты дружно рассыпались в похвалах автору пьесы и её исполнению».

- 1889 — Театр Корша (вторая редакция пьесы), в ролях П. Ф. Солонин (Иванов), П. Д. Ленский (Шабельский), П. М. Медведев (Лебедев), М. А. Потоцкая (Саша). Премьера состоялась 15 сентября
- другие постановки 1889 года:
- 1889 — труппа Н. Н. Соловцова (пьеса показана на гастролях в Одессе, Киеве, Тифлисе), режиссёр Н. Н. Соловцов, в ролях В. Н. Давыдов (Иванов), Н. Н. Соловцов (Лебедев), Н. П. Рощин-Инсаров (Львов), Н. Д. Рыбчинская (Саша), Е. В. Омутова (Анна Петровна).
  - 10 и 21 мая — Севастополь и Симферополь, товарищество под управлением С. П. Волгиной
  - 15 июня — Курск, труппа Н. А. Корсакова
  - 23 июля — Новоград-Волынск, любительский спектакль
  - 28 сентября — Саратов, труппа А. М. Горин-Горяинова
  - 3 октября — Гродно, труппа М. С. Перлова
  - 13 октября — Самара, труппа П. М. Медведева и Н. А. Борисовского;
  - 8 ноября — Иркутск
- 8 октября 1892 — Оренбург, антреприза И. П. Новикова, режиссёр Корсаков
- 9 января 1892 — Казань, в роли Иванова С. С. Галицкий
- 13 декабря 1894 — Казань, в роли Иванова И. М. Шувалов
- 17 сентября 1897 — Александринский театр (возобновление пьесы), в ролях Г. Г. Ге (Иванов), М. Г. Савина (Анна Петровна), П. Д. Ленский (Шабельский), В. Ф. Комиссаржевская и И. А. Стравинская (Саша)
- 7 ноября 1897 — Театр Соловцова, в ролях Н. П. Рощин-Инсаров (Иванов), Л. М. Леонидов (Боркин), М. Л. Роксанова (Анна Петровна).
- 28 января 1899 — Ярославль, антреприза А. М. Каралли-Торцова, с участием М. М. Михайловича-Дольского.
- 4 ноября 1899 — Таганрог, труппа Н. Н. Синельникова, в роли Иванова И. М. Шувалов
- 1 декабря 1900 — театр Корша (возобновление), в бенефис Ф. П. Горева, исполнявшего заглавную роль
- 2 декабря 1900 — Театр Соловцова, в роли Иванова И. М. Шувалов.
- 1901 — Московский Художественный театр, в роли Сарры О. Л. Книппер-Чехова
- 19 октября 1904 — Московский Художественный театр, спектакль посвящён памяти Чехова, режиссёр Немирович-Данченко, в роли Шабельского К. С. Станиславский
- 1917 — Московский Художественный театр, в роли Львова А. Д. Дикий, в роли Бабакиной Ф. В. Шевченко
- 1923 — МХАТ, в роли Саши А. К. Тарасова
- 1955 — Московский драматический театр им. А.С. Пушкина, режиссёр М. О. Кнебель
- 1960 — Малый театр, режиссёр и исполнитель заглавной роли Б. А. Бабочкин
- 1961 — Государственный русский драматический театр им. А. П. Чехова в Кишинёве
- 1965 — Таганрогский драматический театр им. Чехова. Постановка: В. Мартьянова, В. Белокуров. Роли исполняли: Иванов — П. И. Шелохонов, Сарра — О. Коваль.[8]
- 1976 — МХАТ. Постановка О. Н. Ефремова, режиссёр С. Десницкий, художник Д. Боровский. Роли исполняли: Иванов — И. М. Смоктуновский, Сарра — И. П. Мирошниченко, Шабельский — М. И. Прудкин и Е. А. Евстигнеев, Лебедев — А. А. Попов, Саша — И. Акулова, Боркин — В. М. Невинный, Львов — Е. А. Киндинов
- 1976 — Московский театр Ленинского комсомола. Постановка М. А. Захарова, в роли Иванова Е. П. Леонов
- 1978 — Ленинградский академический театр драмы им. А. С. Пушкина, в роли Иванова И. О. Горбачёв
- 1993 — («Иванов и другие») Московский ТЮЗ. Постановка Г. Н. Яновской, художник С. Бархин («Золотая маска» 1995 года в номинации «Лучшая работа художника»)
- 1997 — театр Содружество актёров Таганки. Режиссёр — Николай Губенко
- 2001 — Малый театр, режиссёр В. М. Соломин, в ролях В. М. Соломин, Ю. Каюров, А. Потапов, В. Бочкарёв, Т. Панкова, Е. Глушенко, Л. Титова, Т. Скиба, И. Иванова, А. Клюквин, В. Дубровский, С. Еремеев
- 2004 — Новосибирский городской драматический театр п/р С. Афанасьева. Режиссёр Сергей Афанасьев, в главной роли Владислав Шевчук
- 2007 — «Такой театр», Санкт-Петербург, режиссёры А. Вартаньян, А. Баргман (номинация на премию «Золотая маска» 2008 года)
- 2007 — Небольшой драматический театр, Санкт-Петербург
- 2007 — Тульский государственный театр кукол
- 2009 — Московский Художественный театр им. А. П. Чехова. Режиссёр Юрий Бутусов, художник Александр Боровский. Роли исполняли: Иванов — Андрей Смоляков, Анна Петровна — Наталья Рогожкина, Шабельский — Сергей Сосновский, Лебедев — Игорь Золотовицкий, Зинаида Савишна — Полина Медведева, Саша — Наташа Швец / Яна Гладких, Львов — Павел Ворожцов, Бабакина — Елена Панова, Боркин — Максим Матвеев, Косых — Игорь Хрипунов
- 2014 — Новокузнецкий драматический театр, режиссёр Пётр Шерешевский, в ролях Андрей Ковзель (Иванов), Илона Литвиненко (Анна Петровна), Анатолий Смирнов (Шабельский), Анатолий Нога (Лебедев), Людмила Адаменко (Зинаида Савишна), Полина Зуева (Саша), Александр Шрейтер (Львов), Андрей Грачёв (Боркин), Вера Заика (Бабакина)
- Пензенский областной драматический театр имени А. В. Луначарского, режиссёр Сергей Стеблюк
- Липецкий государственный академический театр драмы имени Л. Н. Толстого
- Таганрогский драматический театр
- 2016 — Театр Наций. Премьера: 23 декабря 2016. Режиссёр Тимофей Кулябин, Роли исполняли: Иванов — Евгений Миронов, Анна Петровна — Чулпан Хаматова, Саша — Елизавета Боярская, Лебедев — Игорь Гордин, Шабельский — Виктор Вержбицкий, Львов — Дмитрий Сердюк, Боркин — Александр Новин, Зинаида Савишна — Наталья Павленкова, Авдотья Назаровна — Ольга Лапшина, Бабакина — Марианна Шульц, Косых — Алексей Калинин, Дудкина Наталья Ивановна — Ирина Гордина, Дудкин Михаил Иванович — Андрей Андреев, Гаврила — Илья Оршанский
- 2018 — Костромской драматический театр имени Островского

Премьера: 2 апреля 2018.
Режиссёр: Сергей Юрьевич Кузьмич.
- 2020 — Социально-Художественный театр, Санкт-Петербург. Премьера: 26 ноября 2020.

### Зарубежные постановки
- Театр «На Забрадли» (Прага, Чехия). Режиссёр: Пётр Лебл[чеш.], в ролях: Богумил Клепл (Иванов), Эва Голубова (Сарра), Владимир Марек (Шабельский), Леош Сухаржипа (Лебедев), Теодора Ремундова (Саша), Радек Голуб (Львов)
- Театр им. Йожефа Катоны, Венгрия, режиссёр Тамаш Ашер[9]
- 1997 — Алмейда, Лондон[10]
- 2005 — «Молодёжный театр» (Чернигов, Украина). Постановка — з. д.и. Г. Касьянова, сценография Л. Ковальчук. Р. Покровский (Иванов), Т. Салдецкая (Сарра), В. Макар (Лебедев)
- 2008 — «Донмар Уэрхаус» (Лондон)
- 2015 — Камерный Театр (Тель-Авив-Яффо, Израиль) — на иврите.
- 2016 — Королевский Драматический Театр (Стокгольм, Швеция) — на шведском языке. Современная версия от режиссёра Александра Мёрк-Ейдема.
- 2024 — Приднестровский государственный театр драмы и комедии им. Н. С. Аронецкой (ПМР, г. Тирасполь), гл. режиссёр Ахмадиев Дмитрий Шамильевич

## Экранизации
- 1956 — Иванов (Ivanov), режиссёр Жан Пра[фр.] (ТВ) (Франция)
- 1961 — Иванов / Ivanov (ТВ) (Великобритания), режиссёр Генри Каплан[англ.] (сериал «Пьеса недели ITV»)
- 1964 — Иванов / Ivanov (Чехословакия), режиссёр Иозеф Будский
- 1966 — Иванов / Ivanov (ТВ) (Великобритания), режиссёр Грэхем Эванс (сериал «Пьеса недели ITV»
- 1971 — Иванов / Iwanow (ТВ) (ФРГ), режиссёр Освальд Дёпке[нем.]
- 1981 — Иванов (телеспектакль артистов МХАТа) (СССР), режиссёры Сергей Десницкий, Олег Ефремов. В ролях: Иннокентий Смоктуновский — Иванов; Екатерина Васильева — Анна Петровна; Марк Прудкин —  Шабельский; Андрей Попов — Лебедев; Евгения Ханаева — Зинаида Савишна; Ангелина Степанова — Авдотья Назаровна; Ксения Минина — Бабакина Марфа Егоровна, Вячеслав Невинный — Боркин Михаил Михайлович; Евгений Киндинов —Львов; Виктор Сергачёв — Косых
- 1981 — Иванов / Ivanov (ТВ) (Италия), режиссёр Franco Giraldi. В ролях: Джульяно де Сио; Лаура Моранте
- 1987 — Иванов / Ivanov (ТВ) (Югославия), режиссёр Здравко Шотра[пол.]
- 1990 — Иванов / Ivanov (ТВ) (Франция), режиссёр Арно Селиньяк[фр.]
- 1992 — Иванов / Ivanov (ТВ) (Португалия), режиссёр Хорхе Листопад[порт.]
- 1992 — Иванов / Ivanov (ТВ) (Австрия), режиссёры Гюго Кач, Петер Цадек
- 2010 — Ивановъ, режиссёр Вадим Дубровицкий.